# أولاد فارس (إكودار)
أولاد فارس هو دُوَّار يقع بجماعة إيڭودار منابهة، إقليم تارودانت، جهة سوس ماسة في المملكة المغربية. ينتمي الدوّار لمشيخة إكودار التي تضم 21 دوار. يقدر عدد سكانه بـ 565 نسمة حسب الإحصاء الرسمي للسكان والسكنى لسنة 2004.

## روابط خارجية
- البوابة الوطنية للجماعات الترابية
- المندوبية السامية للتخطيط